# Carlos Frenk
Giáo sư Carlos Silvestre Frenk (sinh ngày 27 tháng 10 năm 1951) là một nhà vũ trụ học người Anh gốc Mexico. Mối quan tâm chính của ông nằm ở lĩnh vực vũ trụ học, sự hình thành thiên hà và mô phỏng máy tinh về sự hình cấu trúc vũ trụ.
Ông hiện là Giáo sư Ogden (Ogden Professor) về Vật lý Cơ bản (Fundamental Physics) và giám đốc Viện Điện toán Vũ trụ ở Đại học Durham và Principal Investigator của Virgo Consortium.
Ông nhận bằng tiến sĩ về Thiên văn học từ Đại học Cambridge năm 1981. Ông là thành viên của Hội hoàng gia Luân Đôn.